# (10327) Batens
(10327) Batens est un astéroïde de la ceinture principale.

## Description
(10327) Batens est un astéroïde de la ceinture principale. Il fut découvert le 21 novembre 1990 à La Silla par Eric Walter Elst. Il présente une orbite caractérisée par un demi-grand axe de 2,34 UA, une excentricité de 0,13 et une inclinaison de 4,3° par rapport à l'écliptique.

## Compléments